# Bruno Pittermann

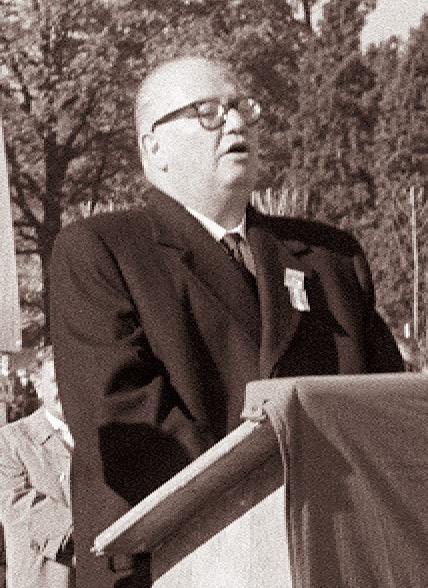
Bruno Pittermann

Bruno Pittermann (* 3. September 1905 in Wien; † 19. September 1983 ebenda) war ein österreichischer Politiker und Staatsmann. Er war von 1957 bis 1967 Vorsitzender der SPÖ und von 1957 bis 1966 Vizekanzler unter den ÖVP-Bundeskanzlern Julius Raab, Alfons Gorbach und Josef Klaus. Zudem war er (als Vorgänger von Willy Brandt) Präsident der Sozialistischen Internationale.

## Leben und Wirken
Politisch betätigte sich Pittermann seit seinem 18. Lebensjahr bei den Sozialdemokraten. Er promovierte 1928 in Geschichte und Geografie (Dr. phil.) und war nach kurzer Lehrtätigkeit an einer Mittelschule in Wien-Favoriten von 1929 an Bildungsreferent in der Arbeiterkammer Klagenfurt. 1930 heiratete er Maria Amster, Tochter eines Rechtsanwalts aus Lemberg. Nach dem Bürgerkrieg 1934 wurde er kurz inhaftiert und verlor seinen Posten. In der Diktatur schloss er sich den illegalen „Revolutionären Sozialisten“ an und absolvierte bis 1938 an der Universität Wien ein Jusstudium. Der Dr. jur. wurde ihm wegen seiner Ehe mit der als Jüdin eingestuften Maria († 1984) von den Nazis, die 1938 an die Macht gekommen waren, verweigert, worauf er für kurze Zeit ins Ausland ging. Während des Krieges war er Angestellter der Wiener Rechtsanwaltskanzlei Dr. Dostal.
Pittermann wurde 1945 Kammeramtsdirektor (Erster Sekretär) der Wiener Arbeiterkammer; Anfang 1946 wurde seine Tochter Elisabeth geboren. Als Abgeordneter zum Nationalrat seit 19. Dezember 1945 bereitete Pittermann seine vielbeachteten Reden genau vor und sprach dann frei und temperamentvoll. Bald zum geschäftsführenden Obmann der Parlamentsfraktion befördert, lieferte er sich mit Hermann Withalm, dem Klubobmann der ÖVP und kongenialen Gegner, hitzige Rededuelle.
Nach der Wahl des langjährigen SPÖ-Vorsitzenden und Vizekanzlers Adolf Schärf zum Bundespräsidenten wurde nicht Innenminister Oskar Helmer, sondern Pittermann am 8. Mai 1957 zum Parteivorsitzenden gewählt und zwei Wochen später als Vizekanzler der Bundesregierung Raab II, der Koalitionsregierung ÖVP-SPÖ, angelobt. Die SPÖ erhielt unter Pittermanns Führung bei den Nationalratswahlen vom 10. Mai 1959 mehr Stimmen, aber ein Abgeordnetenmandat weniger als die ÖVP, woraufhin sie erfolgreich Anspruch auf das Außenministerium zu Gunsten von Bruno Kreisky erhob, der in der Bundesregierung Raab III Leopold Figl als Außenminister ablöste. Vor der Wahl war für den Parteivorsitzenden mit dem Plakatslogan Pittermann für jedermann. Jedermann für Pittermann geworben worden.
Pittermann gehörte in der Folge den Bundesregierungen Raab IV, Gorbach I, Gorbach II und Klaus I als Vizekanzler an. Das Klima in der langjährigen Großen Koalition wurde jedoch krisenanfällig. 1965 forcierte Pittermann nach Schärfs Tod die Präsidentschaftskandidatur des Wiener Bürgermeisters Franz Jonas, der sich mit knappem Vorsprung gegen den ÖVP-Kandidaten, den Ex-Kanzler Alfons Gorbach, behaupten konnte.
Pittermann war in der Bundesregierung für die Verstaatlichte Industrie verantwortlich; innerparteilich erwuchsen ihm in Karl Waldbrunner, vor allem aber in Franz Olah, dem einflussreichen Präsidenten des ÖGB (Österreichischer Gewerkschaftsbund) und Innenminister, gefährliche Gegner. Der populäre Olah stellte den Führungsanspruch und strebte eine kleine Koalition mit den Freiheitlichen an, um sich so die Kanzlerschaft zu sichern. Olah wurde 1964 als Innenminister abberufen und auf Betreiben des Justizministers Christian Broda wegen zweifelhafter Medienpolitik (illegaler Finanzierung des Massenblatts „Neue Kronen Zeitung“ aus Gewerkschaftsmitteln) aus der SPÖ ausgeschlossen. Er gründete daraufhin die DFP, die zum Wahldebakel der SPÖ 1966 entscheidend beitrug.
Bei der Nationalratswahl am 6. März 1966 errang die ÖVP mit 85 von 165 Mandaten die absolute Mehrheit. Olahs DFP, die rund 150.000 Stimmen, aber kein Mandat bekam, hatte den Sozialisten empfindlich geschadet. Zudem hatte sich Pittermann von einer Wahlempfehlung der Kommunisten unter Franz Muhri nicht eindeutig genug distanziert, was der ÖVP unter Klaus ermöglichte, mit der Warnung vor einer linkem „Volksfront“ auf Stimmenfang zu gehen. Einige Wochen nach der Wahl führte Pittermann die SPÖ in die Opposition, da die Verhandlungen über eine neue Große Koalition an sehr unterschiedlichen Reformplänen und dem Willen von Klaus, eine Alleinregierung zu bilden, gescheitert waren.
Infolge dieser Wahlniederlage musste Pittermann 1967 als SPÖ-Chef Bruno Kreisky weichen, dessen Wahl er bis zuletzt mit einer Gegenkandidatur von Hans Czettel zu durchkreuzen versuchte. Erst nach einigen Jahren unterstützte Pittermann Kreisky, der ihm das Amt des geschäftsführenden Klubobmanns im Nationalrat überließ.
1971 schied Pittermann aus der österreichischen Innenpolitik aus: Er sprach nach fast 26-jähriger Zugehörigkeit am 15. Juli 1971 zum letzten Mal im Nationalrat, der in der Sitzung vom 15./16. Juli mit den Stimmen von SPÖ und FPÖ seine vorzeitige Auflösung beschloss.
Er kandidierte, da das SPÖ-Parteistatut eine Altersgrenze vorsah, nicht mehr bei der Nationalratswahl vom 10. Oktober 1971, bei der Kreisky die absolute Mehrheit errang, die er zwölf Jahre innehaben sollte.
Von 1964 bis 1976 war Bruno Pittermann Präsident der Sozialistischen Internationale und setzte sich – wie schon im Europarat – für Menschenrechte und Anliegen der Dritten Welt ein. Er prangerte mit aller Vehemenz die Obristendiktatur in Griechenland und das Franco-Regime in Spanien als Schandflecken in einem demokratischen Europa an. Er gehörte ferner zu den Initiatoren des Österreichischen China-Forschungsinstituts und engagierte sich für die 1971 erfolgte Aufnahme diplomatischer Beziehungen zwischen Österreich und der Volksrepublik China. 1974 wurde er in Peking von Deng Xiaoping empfangen.
Während einer Londoner Präsidiumssitzung der Internationale erlitt er 1975 einen Schlaganfall, dem drei weitere folgten. Nach achtjährigem Leiden (Pflege durch Freunde und seine Tochter Elisabeth) erblindete er und starb 1983.

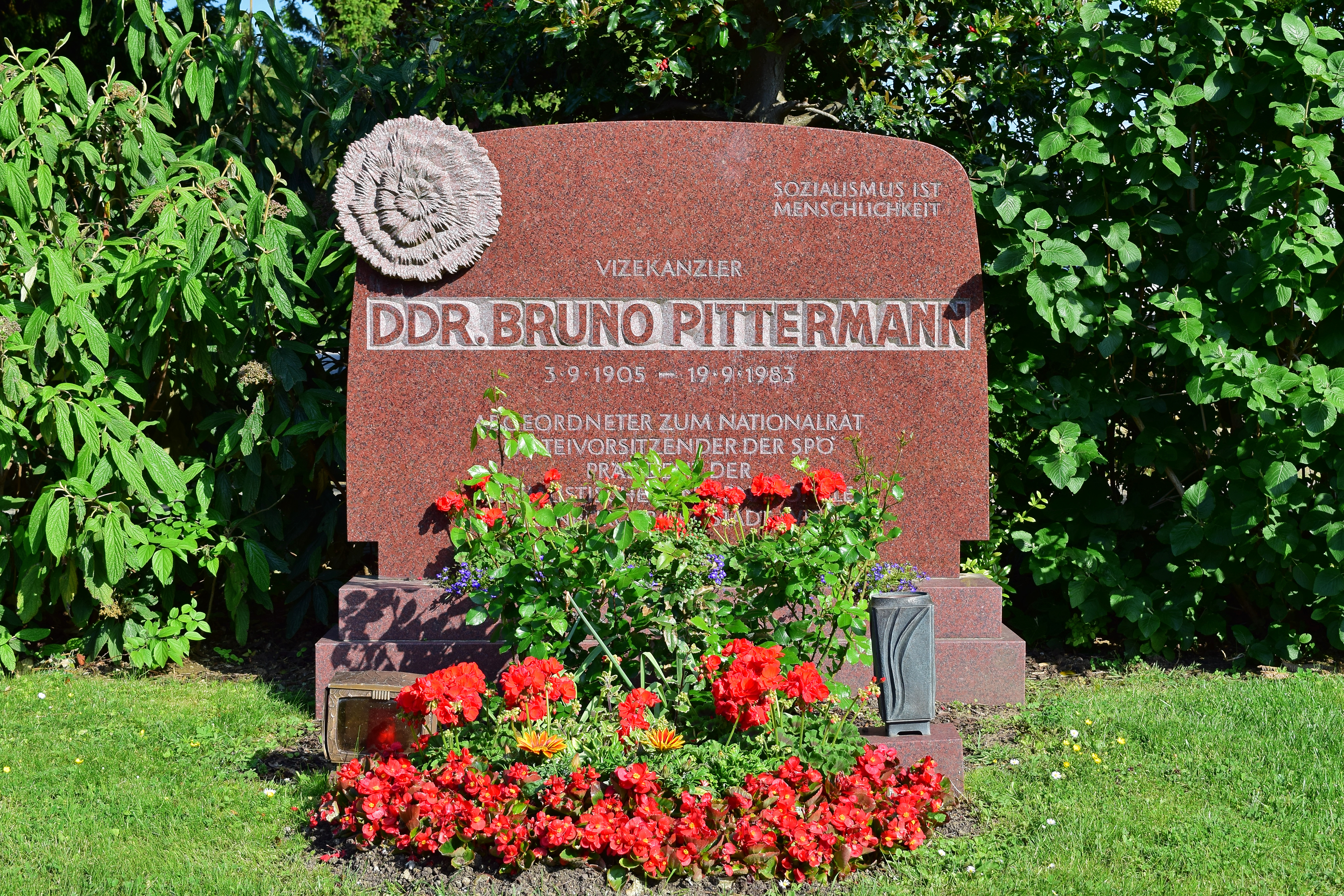
Ehrengrab Pittermanns auf dem Wiener Zentralfriedhof

Pittermann wurde in einem Ehrengrab in der Gruppe 14C, Nummer 40, auf dem Wiener Zentralfriedhof beigesetzt, in dem ein Jahr später, am 30. Oktober 1984, auch seine Witwe Maria Pittermann bestattet wurde. In Wien wurde 1991 der Bruno-Pittermann-Platz nach ihm benannt; die seit 1989 unter diesem Platz liegende U-Bahn-Station Längenfeldgasse erhielt den Platznamen als Untertitel.
Bruno Pittermanns Tochter, die Ärztin Elisabeth Pittermann, war 1994 bis 2004 ebenfalls politisch tätig: als Abgeordnete zum Nationalrat sowie als amtsführende Gesundheitsstadträtin in Wien.

## Sonstiges
Eine von Pittermanns Spezialitäten waren seine Virginia-Zigarren, gutes Essen bzw. seine Korpulenz und häufige Tarockpartien. Sein Humor schützte die politischen Gegner allerdings nicht vor ätzenden Worten, die auch zum Zerfall der Koalition mit Josef Klaus beitrugen.
Pittermanns Ehefrau Maria war 1960 in Bremen Taufpatin eines Hochseeschiffs der VÖEST. Das deutsche Nachrichtenmagazin Der Spiegel berichtete darüber.

## Ehrungen
- 1958: Großkreuz des Verdienstordens der Bundesrepublik Deutschland
- 1977: Ehrenzeichen für Verdienste um die Befreiung Österreichs[6]
- 2022: Im Jänner 2022 wurde ein Lehrgang der Wiener Parteischule nach Bruno Pittermann benannt. Damit soll sich seinem Leben und Wirken besonders gewidmet und Menschen in einer politischen Grundausbildung mit seiner Arbeit vertraut machen werden.